# Drop the World
" Drop the World" é uma canção do rapper estadunidense Lil Wayne. A canção conta com a participação do rapper Eminem e foi lançada como terceiro single do seu sétimo álbum de estúdio Rebirth. A faixa foi lançada no ITunes em 28 de dezembro de 2009. O single vendeu mais de quatro milhões de copias no Estados Unidos sendo certificado de quadrupla Platina pela RIAA

## Vídeo da musica
O vídeo de "Drop the World" foi dirigido por Chris Robinson, e lançado no dia 31 de janeiro de 2010, que foi o mesmo dia em que aconteceu o a edição de cinquenta e dois do Grammy Awards, onde Eminem e Lil Wayne se apresentaram. O vídeo mostra pessoas correndo em meio a cidade de Nova York em meio a uma enorme confusão. O vídeo estreou em 5 de março de 2010 na MTV. O conceito principal do vídeo é mostras os dois rapper's em meio a confusão nas ruas de nova York, o vídeo conta com participações de Birdman e Lloyd Banks.

## Lista de faixas
| Descarga digital no iTunes |                                                 |         |  |
| N.º                        | Título                                          | Duração |  |
| 1.                         | "Drop the World" (com a participação de Eminem) | 3:49    |  |

## Recepção
Apesar das criticas geralmente negativas ao álbum Rebirth, a faixa "Drop the World" recebeu criticas geralmente positivas, sendo a faixa mais esperada do álbum devido a participação de Eminem.

## Desempenho nas paradas
Gráficos semanais
| Paradas (2009)                     | Melhor posição |
| ---------------------------------- | -------------- |
| Austrália (ARIA Singles Chart)     | 56             |
| Canadá (Canadian Hot 100)          | 24             |
| Irlanda (IRMA)                     | 43             |
| Reino Unido (UK Singles Chart)     | 51             |
| Reino Unido (UK R&B Chart)         | 19             |
| Estados Unidos (Billboard Hot 100) | 18             |

### Certificações
| País                  | Certificação | Vendas    |
| --------------------- | ------------ | --------- |
| Estados Unidos (RIAA) | 4× Platina   | 4,000,000 |